# Algieria na Letnich Igrzyskach Olimpijskich 1992
Algierię na Letnich Igrzyskach Olimpijskich 1992 reprezentowało 35 zawodników, 33 mężczyzn i 2 kobiety.
Był to siódmy występ reprezentacji Algierii na letnich igrzyskach olimpijskich.

## Zdobyte medale
| Medal | Zawodnik          | Dyscyplina    | Konkurencja | Rezultat                                                            |
| ----- | ----------------- | ------------- | ----------- | ------------------------------------------------------------------- |
| Złoto | Hasiba Bu-l-Marka | Lekkoatletyka | 1500 m      | 3:55,30                                                             |
| Brąz  | Husajn Sultani    | Boks          | 57 kg       | W półfinale przegrał z reprezentantem Niemiec Andreasem Tewsem 1:11 |

## Reprezentanci

### Boks
| Zawodnik              | Konkurencja | 1/16                      | 1/8                    | Ćwierćfinał                 | Półfinał          | Finał            | Finał   |
| Zawodnik              | Konkurencja | Przeciwnik Wynik          | Przeciwnik Wynik       | Przeciwnik Wynik            | Przeciwnik Wynik  | Przeciwnik Wynik | Miejsce |
| --------------------- | ----------- | ------------------------- | ---------------------- | --------------------------- | ----------------- | ---------------- | ------- |
| Muhammad Hajun        | 48 kg       | Valentin Barbu 2-11       | NQ                     | NQ                          | NQ                | NQ               | 17.     |
| Jasin Szajch          | 51 kg       | Anatolij Filippow 5-3     | Robbie Peden TK        | NQ                          | NQ                | NQ               | 9.      |
| Sulajman Zankali      | 54 kg       | Zhang Guangping 4-0       | Muhammad Aszik 8-12    | NQ                          | NQ                | NQ               | 9.      |
| Husajn Sultani        | 57 kg       | Jorge Miguel Maglioni RSC | Carlos Gerena 23-0     | Victoriano Damián Sosa 13-4 | Andreas Tews 11-1 | NQ               | brąz    |
| Al-Id Bunab           | 63,5 kg     | Sandeep Gollen 11-4       | Christopher Henry 17-3 | Mark Leduc 1-8              | NQ                | NQ               | 5.      |
| Nur ad-Din Mizjan     | 71 kg       | Abrar Hussain Syed 7-0    | Ole Klemetsen 3-14     | NQ                          | NQ                | NQ               | 9.      |
| Ahmad Din             | 75 kg       | Tommaso Russo 6-4         | Raymond Joval 22-14    | Chris Byrd 2-21             | NQ                | NQ               | 5.      |
| Muhammad Bin Kismijja | 81 kg       | Raimundo Yant 15-11       | Wojciech Bartnik 3-14  | NQ                          | NQ                | NQ               | 9.      |

### Judo
Mężczyźni
| Zawodnik             | Konkurencja | 1/32             | 1/16             | 1/8              | Ćwierćfinał      | Półfinał         | Repasaż 1        | Repasaż 2        | Finał            | Finał   |
| Zawodnik             | Konkurencja | Przeciwnik Wynik | Przeciwnik Wynik | Przeciwnik Wynik | Przeciwnik Wynik | Przeciwnik Wynik | Przeciwnik Wynik | Przeciwnik Wynik | Przeciwnik Wynik | Pozycja |
| -------------------- | ----------- | ---------------- | ---------------- | ---------------- | ---------------- | ---------------- | ---------------- | ---------------- | ---------------- | ------- |
| Abd al-Hakim Harakat | do 65 kg    | Brak informacji  | Brak informacji  | Brak informacji  | Brak informacji  | Brak informacji  | Brak informacji  | Brak informacji  | Brak informacji  | 17.     |
| Mizjan Dahmani       | do 71 kg    | Brak informacji  | Brak informacji  | Brak informacji  | Brak informacji  | Brak informacji  | Brak informacji  | Brak informacji  | Brak informacji  | 9.      |

Kobiety
| Zawodniczka       | Konkurencja | 1/32             | 1/16             | 1/8              | Ćwierćfinał      | Półfinał         | Repasaż 1        | Repasaż 2        | Finał            | Finał   |
| Zawodniczka       | Konkurencja | Przeciwnik Wynik | Przeciwnik Wynik | Przeciwnik Wynik | Przeciwnik Wynik | Przeciwnik Wynik | Przeciwnik Wynik | Przeciwnik Wynik | Przeciwnik Wynik | Pozycja |
| ----------------- | ----------- | ---------------- | ---------------- | ---------------- | ---------------- | ---------------- | ---------------- | ---------------- | ---------------- | ------- |
| Salima as-Suwakri | do 48 kg    | Brak informacji  | Brak informacji  | Brak informacji  | Brak informacji  | Brak informacji  | Brak informacji  | Brak informacji  | Brak informacji  | 5.      |

### Lekkoatletyka
Mężczyźni
| Zawodnik           | Konkurencja           | Eliminacje | Eliminacje | Ćwierćfinał | Ćwierćfinał | Półfinał | Półfinał | Finał   | Finał   |
| Zawodnik           | Konkurencja           | Wynik      | Miejsce    | Wynik       | Miejsce     | Wynik    | Miejsce  | Wynik   | Miejsce |
| ------------------ | --------------------- | ---------- | ---------- | ----------- | ----------- | -------- | -------- | ------- | ------- |
| Rida Abd an-Nuz    | 800 m                 | 1:46,82    | 2.         | —           | —           | 1:46,06  | 3.       | 1:48,34 | 7.      |
| Noureddine Morceli | 1500 m                | 3:37,98    | 1.         | —           | —           | 3:39,22  | 1.       | 3:41,70 | 7.      |
| Isa Bilaut         | 5000 m                | 15:02,76   | 12.        | —           | —           | —        | —        | NQ      | NQ      |
| Azzedine Brahmi    | 3000 m z przeszkodami | 8:28,01    | 4.         | —           | —           | 8:25,85  | 5.       | 8:20,71 | 8.      |
| Muhammad Salimi    | maraton               | —          | —          | —           | —           | —        | —        | 2:26:56 | 59.     |

| Zawodnik             | Konkurencja | Kwalifikacje | Kwalifikacje | Finał    | Finał   |
| Zawodnik             | Konkurencja | Rezultat     | Miejsce      | Rezultat | Miejsce |
| -------------------- | ----------- | ------------ | ------------ | -------- | ------- |
| Jasin Mausili        | skok wzwyż  | 2,10         | 33.          | NQ       | NQ      |
| Abd al-Kadir Kaluszi | skok w dal  | 5,33         | 46.          | NQ       | NQ      |
| Lutfi Chajida        | trójskok    | 16,31        | 23.          | NQ       | NQ      |

Kobiety
| Zawodniczka       | Konkurencja | Eliminacje | Eliminacje | Ćwierćfinał | Ćwierćfinał | Półfinał | Półfinał | Finał   | Finał   |
| Zawodniczka       | Konkurencja | Wynik      | Miejsce    | Wynik       | Miejsce     | Wynik    | Miejsce  | Wynik   | Miejsce |
| ----------------- | ----------- | ---------- | ---------- | ----------- | ----------- | -------- | -------- | ------- | ------- |
| Hasiba Bu-l-Marka | 1500 m      | 4:09,91    | 1.         | —           | —           | 4:03,81  | 1.       | 3:55,30 | złoto   |

### Pływanie
| Zawodnik           | Konkurencja          | Eliminacje | Eliminacje | Finał | Finał   |
| Zawodnik           | Konkurencja          | Czas       | Miejsce    | Czas  | Miejsce |
| ------------------ | -------------------- | ---------- | ---------- | ----- | ------- |
| Abd ar-Razak Billa | 100 m st. klasycznym | 1:07,88    | 46.        | NQ    | NQ      |
| Abd ar-Razak Billa | 200 m st. klasycznym | 2:26,35    | 43.        | NQ    | NQ      |

### Podnoszenie ciężarów
| Zawodnik              | Konkurencja | Rwanie | Rwanie  | Podrzut | Podrzut | Razem | Pozycja |
| Zawodnik              | Konkurencja | Wynik  | Pozycja | Wynik   | Pozycja | Razem | Pozycja |
| --------------------- | ----------- | ------ | ------- | ------- | ------- | ----- | ------- |
| Izz ad-Din Basbas     | do 60 kg    | 115    | 19.     | 150     | 11.     | 265   | 16.     |
| Abd al-Mannan Jahjawi | do 67,5 kg  | 140    | 4.      | 175     | 3.      | 315   | 4.      |

### Piłka siatkowa
Tabela grupy
| Lp. | Drużyna          | Pkt | Mecze | Mecze | Mecze | Sety | Sety | Sety  | Małe punkty | Małe punkty | Małe punkty |
| Lp. | Drużyna          | Pkt | M     | W     | P     | wyg. | prz. | ratio | zdob.       | str.        | ratio       |
| --- | ---------------- | --- | ----- | ----- | ----- | ---- | ---- | ----- | ----------- | ----------- | ----------- |
| 1   | Brazylia         | 10  | 5     | 5     | 0     | 15   | 2    | 7.500 | 248         | 165         | 1.503       |
| 2   | Kuba             | 9   | 5     | 4     | 1     | 13   | 5    | 2.600 | 231         | 180         | 1.283       |
| 3   | WNP              | 8   | 5     | 3     | 2     | 11   | 7    | 1.571 | 229         | 205         | 1.117       |
| 4   | Holandia         | 7   | 5     | 2     | 3     | 8    | 9    | 0.889 | 218         | 181         | 1.204       |
| 5   | Korea Południowa | 6   | 5     | 1     | 4     | 3    | 12   | 0.250 | 142         | 212         | 0.670       |
| 6   | Algieria         | 5   | 5     | 0     | 5     | 0    | 15   | 0.000 | 100         | 225         | 0.444       |

Źródło: the-sports.org
Zasady ustalania kolejności: .
Punktacja: zwycięstwo – 2 pkt; porażka – 1 pkt
Wyniki spotkań
| 26.07.1992 | Algieria | 0:3 (8:15, 7:15, 4:15) | WNP |

| 28.07.1992 | Kuba | 3:0 (15:4, 15:2, 15:3) | Algieria |

| 30.07.1992 | Korea Południowa | 3:0 (15:8, 15:11, 15:12) | Algieria |

| 01.08.1992 | Holandia | 3:0 (15:2, 15:5, 15:4) | Algieria |

| 03.08.1992 | Brazylia | 3:0 (15:8, 15:13, 15:9) | Algieria |

Mecz o 11. miejsce
| 05.08.1992 | Francja | 3:0 (15:4, 15:9, 15:9) | Algieria |

Skład
| Nr | Imię i nazwisko                     | Data urodzenia |
| -- | ----------------------------------- | -------------- |
| 2  | Ali Dajf                            | 8.01.1969      |
| 3  | Iljas Tiziwalu                      | 25.03.1965     |
| 4  | Kamil Rabi'a                        |                |
| 5  | At-Tajjib al-Hadżdż Bin Chalf Allah | 18.01.1970     |
| 7  | Murad Sanun                         | 29.01.1962     |
| 8  | Fudajl Taliba                       | 18.01.1967     |
| 9  | Abd Allah Charif                    |                |
| 10 | Murad Malawi                        | 14.03.1968     |
| 11 | Karimu Barnawi                      | 24.01.1967     |
| 12 | Salah Asad                          | 13.03.1958     |
| 13 | Fajsal Gharzuli                     | 9.01.1970      |
| 14 | Fajsal Tallusz                      | 3.09.1968      |

Trener:  Abd ar-Rahman Sulajman

### Zapasy
Styl klasyczny
| Zawodnik        | Konkurencja | Runda Grupowa             | Runda Grupowa | Runda Grupowa            | Runda Grupowa | Runda Grupowa    | Runda Grupowa | Runda Grupowa    | Runda Grupowa | Runda Grupowa    | Runda Grupowa | Runda Grupowa    | Runda Grupowa | Finał            | Finał   | Finał |
| Zawodnik        | Konkurencja | Przeciwnik Wynik          | Pozycja       | Przeciwnik Wynik         | Pozycja       | Przeciwnik Wynik | Pozycja       | Przeciwnik Wynik | Pozycja       | Przeciwnik Wynik | Pozycja       | Przeciwnik Wynik | Pozycja       | Przeciwnik Wynik | Pozycja |       |
| --------------- | ----------- | ------------------------- | ------------- | ------------------------ | ------------- | ---------------- | ------------- | ---------------- | ------------- | ---------------- | ------------- | ---------------- | ------------- | ---------------- | ------- | ----- |
| Mazuz Bin Dżada | -68 kg      | Abdollah Czamangoli P 6-0 | 8. Q          | Kim Seong-Mun P 15-0     | 9. DQ         | NQ               | NQ            | NQ               | NQ            | NQ               | NQ            | NQ               | NQ            | NQ               | AC      |       |
| Jusuf Bukirra   | -74 kg      | Anton Marchl P 11-3       | 6. Q          | Torbjörn Kornbakk P 17-1 | 7. DQ         | NQ               | NQ            | NQ               | NQ            | NQ               | NQ            | NQ               | NQ            | NQ               | AC      |       |